# Jaksmör
Jaksmör (dzongkha: འབྲི་མར) är smör som tillverkats av mjölken från den domesticerade jaken (Bos grunniens). Det kallas lokalt dri (dzongkha: འབྲི།) varför smöret ibland också har namnet dri-smör. Det är en stapelvara och en utbytesvara i södra Centralasien och på den Tibetanska högplatån. Jaksmör tillverkas i Kina, Indien, Mongoliet, Nepal, Bhutan och Tibet.
Jakmjölk har ungefär den dubbla fetthalten i jämförelse med komjölk och ger ett smör som är nära ost i konsistensen. Det engelska ordet "yak" och det svenska "jak" är ett inlån från tibetanskans གཡག་, wylie gyak. På tibetanska syftar det enbart på handjur, medan hondjur heter འབྲི་, wylie 'bri, eller nak. På svenska, liksom på flertalet andra språk, syftar det inlånade ordet på båda könen.

## Produktion
Jakarna förser befolkningen med många nyttiga produkter, inklusive kött, mjölk, arbetskraft och gödsel som bränsle. Det är inte alla samhällen som använder jakmjölken eller gör jaksmör, men i bergssamhällena är det vanligt förekommande. Varje jak-ko producerar bara en mindre mängd mjölk, så det behövs större hjordar för att kunna tillverka någorlunda stora mängder mjölk och smör. Produktionen av mjölk är större under sommarhalvåret, varför tillverkningen av smör och ost också är ett sätt att se till att lagra näring inför vintern.
I västra Tibet låter man först jakmjölken jäsa över natten. Under sommarhalvåret resulterar detta i en yoghurtliknande produkt, som kärnas i ungefär en timme. Under vinterhalvåret sparas yoghurten ihop under ett flertal dygn och hälls därefter i en fårmage som blåsts upp och skakas om tills smör erhållits.
Färskt jaksmör kan lagras på flera olika sätt och i upp till ett år, om det lagras kallt, torrt och utan närvaro av luft. Det kan lagras i fårmagar, som sytts ihop, i jakhudar eller svepas in i rhododendronblad. Så snart lagringen avbryts och luften får tillträde till smöret börjar nedbrytningsprocessen. Då utvecklas blåmögel liknande det som uppstår hos blåmögelost.

## Användning
Smörte är en vanlig dryck i hela Himalayaregionen och görs på jaksmör, te, salt och vatten i en smörkärna. Smörteet är att betrakta som den tibetanska nationaldrycken och kan drickas av tibetaner i så pass stora mängder som 60 små koppar per dag, för att hålla vätske- och näringsnivå uppe i kylan på höga höjder. Det förekommer att härsket jaksmör nyttjas, för att ge teet en annan smak.
Smält jaksmör kan blandas, i ungefär lika proportioner, med rostat kornmjöl, tsampa. Den deg som blir resultatet blandas med sesamfrön och dadlar och bjuds för att välkomna gäster. Den kan också sparas till senare och smälts då i hetvatten, som smaksätts med salt eller socker.
Jaksmör har också tidigare använts vid garvning av hudar. Då har gammalt, härsket jaksmör kommit till användning, vilket fungerar bättre än färskt jaksmör.
Jaksmör har fler användningsområden vid sidan av att vara livsmedel. Det används som bränsle i jaksmörslampor, för att mjukgöra huden, och för att tillverka den traditionella smörskulpturen för Losar, det vill säga det tibetanska nyåret. Sådana jaksmörsskulpturer kan bli nästan tio meter i höjd.
I Nepal, framför allt i Katmandu, produceras jaksmör och jakost i fabriker och saluförs kommersiellt. Under 1997–1998 producerade företag i Nepal 26 ton jaksmör och jakost.

## Bildgalleri

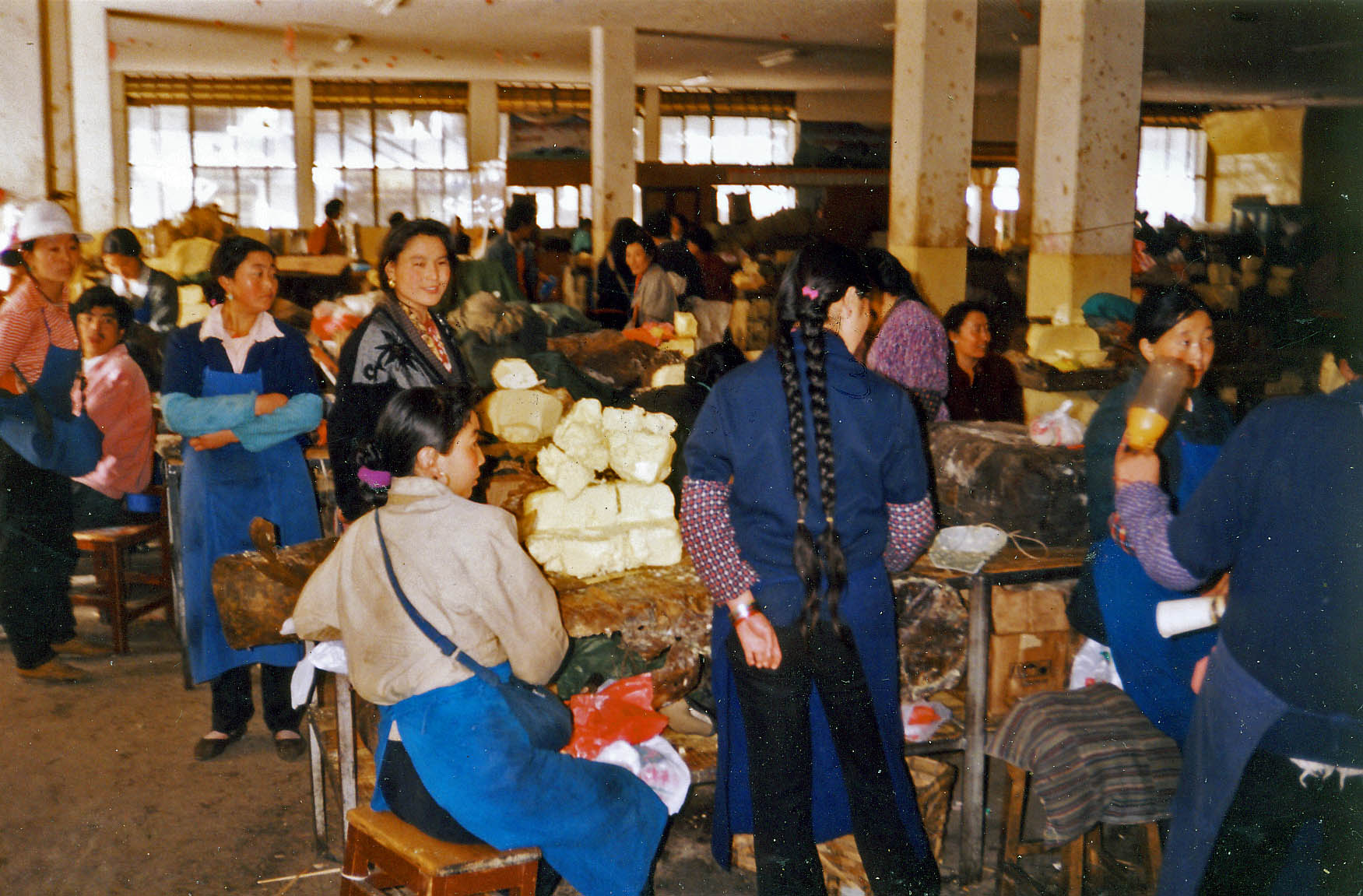
Jaksmör till försäljning på marknaden vid Tromzikhang i Lhasa. Fotot är från 1993.
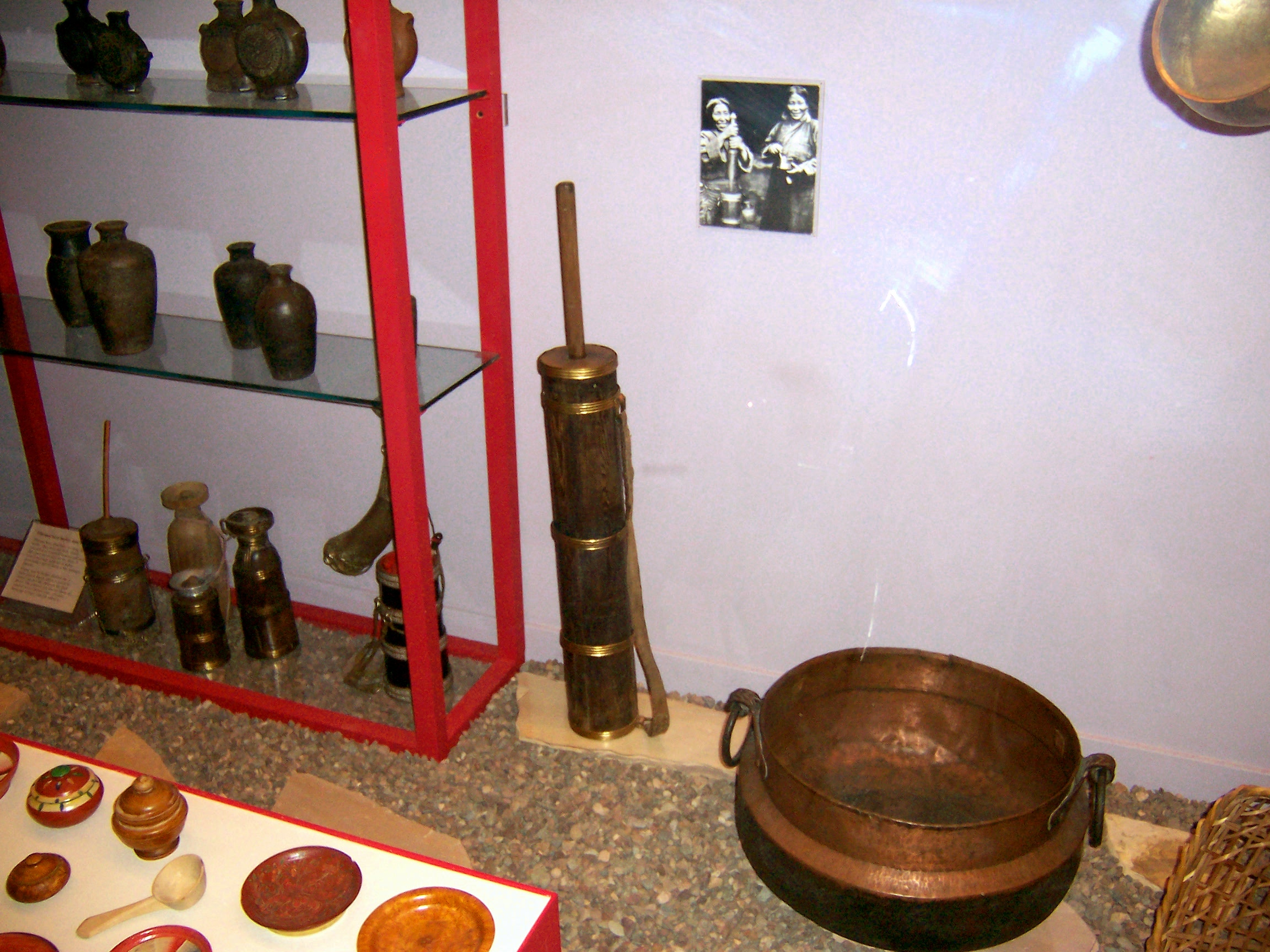
Tibetansk smörkärna utställd på museum. Notera att den är försedd med rem, så att den ska fungera för nomadlivet.